# Salto del pastor

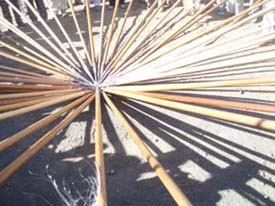
Conjunto de lanzas utilizadas para el salto del pastor.

Se denomina salto del pastor canario, también conocido como salto del pastor y coloquialmente por brinco, al acto de desplazarse por el terreno con ayuda de una madera cónica acabada en una parte metálica que es la que se apoya en el suelo. 
Es una práctica tradicional de los pastores de las Islas Canarias, propiciada por lo abrupto de determinados terrenos.
La parte de madera tiene forma troncocónica de unos 3 cm de diámetro en su punta superior y 4,2 cm en la inferior donde va la parte metálica, una punta de unos 20 cm que se pincha en el terreno. Ese crecimiento ayuda al agarre y presión de la mano favoreciendo la frenada.
El conjunto madera más punta metálica cambia de denominación y longitud según la isla. 
- 'Lanza o astia' para las islas de Tenerife, La Palma, La Gomera y El Hierro, con longitudes de 3 a 4 m.
- 'Garrote' en Gran Canaria, sobre los 3 m y unos 2,7 kg de peso.
- 'Lata' en Fuerteventura y Lanzarote, con longitudes entre 2,5 y 3 m.

## Historia
La especial orografía de las Islas Canarias ha propiciado que los habitantes del mundo rural tuvieran que buscar medios y técnicas para desplazarse y superar obstáculos, en ocasiones grandes barrancos, riscos y acantilados. Con esta necesidad surgió el salto del pastor, que mediante una vara larga de madera, llamada astia, lanza, garrote, lata, asta, etc, a la que se le coloca una punta metálica, el regatón, supera subidas y bajadas de cuestas, laderas y riscos. Los intentos realizados para descubrir los orígenes de esta costumbre no han dado resultados claros, aunque se hayan documentado en textos de distintos historiadores. En realidad, existen abundantes referencias históricas sobre su uso por parte de los guanches en la época de la conquista castellana y posterior.

*"Arrójanse con la lanza, llevada a lo largo del cuerpo del hombre, terciada de manera que ponen un tercio primero en la tierra o piedra donde dan con una contera de acero que trae la lanza, de un palmo de larga con su cubo, sin que pueda desviarse de donde da, y aunque sea tres lanzas de alto se tiran abajo y vienen a ponerse en el suelo con tanta facilidad, que parecen aves."

*"Los campesinos,..., tienen el arte de saltar de roca en roca cuando viajan; el método es como sigue: el hombre lleva un largo palo o lanza, con una contera en la punta, y cuando quiere descender de una roca a otra apunta al lugar adonde quiere saltar con la extremidad de su lanza, se arroja sobre ella y clava la punta de la lanza de manera a colocarla perpendicular al suelo, y entonces se deja deslizar a lo largo de ella despacio hasta el suelo".

## Actualidad, cultura y deporte
- El uso actual del garrote, además de muestras que incluyen subidas y paso de muros, destreza en bajada de riscos, precisión y estilo en saltos, es efectuar excursiones por parajes poco accesibles mediante otros medios.
- A partir de 1994 se crean los primeros clubes de salto (llamados «jurrias» o «colectivos»), con tres pilares básicos: investigación, enseñanza y respeto a la tradición. En 1997, se inician los primeros pasos para formar la Federación Canaria, que terminan en mayo de 2001.[1]
- En 2008 se han contabilizado 324 federados, distribuidos en 16 jurrias. Se puede ver con mayor detalle aquí.

## Elaboración del útil

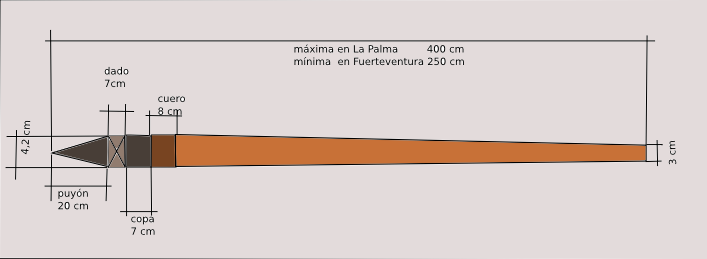
Medidas de un garrote tipo.

La herramienta usada consta de una parte de madera y otra de metal.
1. La parte de madera. Antes se prefería la capa exterior del Pino canario por su flexibilidad. Ahora es muy frecuente la riga de Honduras.

La elaboración es manual, pues la dimensiones de la madera no posibilitan su confección mecánica.
1. La parte de metal. Consta de una cazoleta y un punzón pequeño. En la fragua se solía sacar de una pieza. Modernamente se tornean por separado uniéndose después.

En la actualidad aún quedan artesanos que lo siguen haciendo en la fragua, siendo estos muy cotizados.

## Otros datos
La lanza del pastor canario forma parte de los atributos iconográficos de San Pedro de San José de Betancur (el Santo Hermano Pedro), quién es el primer santo de las Islas Canarias. Esto se debe a que dicho Santo fue pastor o campesino antes de convertirse en misionero en Guatemala.